# Нагрудний знак «За відвагу в службі»
Нагрудний знак «За відвагу в службі» — відомча заохочувальна відзнака Міністерства внутрішніх справ України.
В основу дизайну нагрудного знака покладено дизайн відзнаки «Почесний працівник МВС України», що входила до попередньої системи відомчих відзнак МВС України..

## Історія нагороди
- 30 травня 2012 року Президент України В. Ф. Янукович видав Указ, яким затвердив нове положення про відомчі заохочувальні відзнаки; міністрам, керівникам центральних органів виконавчої влади, керівникам (командувачам) військових формувань, державних правоохоронних органів було доручено забезпечити в установленому порядку перегляд актів про встановлення відомчих заохочувальних відзнак, приведення таких актів у відповідність із вимогами цього Указу[2].
- Протягом 2012—2013 років Міністерством внутрішніх справ України була розроблена нова система заохочувальних відзнак, що була затверджена наказом Міністерства внутрішніх справ України від 18 січня 2013 року № 38 «Про відомчі заохочувальні відзнаки Міністерства внутрішніх справ України»[3]. Серед інших наказом була встановлена відзнака — нагрудний знак «За відвагу в службі».

## Положення про відзнаку
- Нагрудним знаком «За відвагу в службі» нагороджуються особи рядового і начальницького складу органів внутрішніх справ, військовослужбовці внутрішніх військ МВС України виключно за особисту мужність і відвагу в боротьбі зі злочинністю, відданість Присязі, високий професіоналізм, ініціативу і наполегливість у розкритті особливо тяжких резонансних злочинів, самовіддані дії в стані ризику для життя або в разі отримання поранення під час охорони громадського порядку чи затримання небезпечних злочинців.
- Нагородження відзнакою може бути здійснено посмертно.
- Гранична кількість відзначених нагрудним знаком «За відвагу в службі» протягом календарного року не може перевищувати 1,5 тисячі осіб.
- Нагородження одним і тим же нагрудним знаком повторно не здійснюється.

## Опис відзнаки
- Відзнака має форму хреста з розбіжними сторонами жовтого кольору. Лапи хреста просічені. У центрі хреста розташовано зображення емблеми МВС України, яка обрамлена золотистим декоративним орнаментом з стилізованого лаврового листя та покладена на дві перехрещені вістрями догори шаблі сріблястого кольору.
- Діаметр відзнаки 45 мм.
- На зворотному боці відзнаки передбачено місце для порядкового номера та розміщено застібку для кріплення до одягу (нарізний штифт з гайкою).
- Стрічка до відзнаки — муарова шириною 28 мм, бордового кольору з поздовжніми кольоровими симетричними смужками: по краях — жовтого, 2 мм, далі до центру — сині, 2 мм. По центру — жовтого кольору, 10 мм.
- Планка до відзнаки — 28×12 мм, обтягнута відповідною стрічкою.

## Порядок носіння відзнаки
- Відзнаки у вигляді нагрудних знаків носяться з правого боку грудей і розміщуються нижче знаків державних нагород України та іноземних державних нагород у такій послідовності: «За безпеку народу», «За відвагу в службі», «За відзнаку в службі».
- За наявності в особи декількох нагрудних знаків носиться не більше трьох таких знаків.
- Замість відзнак нагороджена особа може носити планки до них, які розміщуються після планок до державних нагород України та іноземних державних нагород.